# The Man Who Sold the World
The Man Who Sold the World – trzeci album wydany przez Davida Bowiego. Charakteryzuje się znacznie cięższym brzmieniem, niż poprzedni album, David Bowie.

## Lista utworów
Wszystkie utwory napisane przez Davida Bowiego.
| 1. | „The Width of a Circle”      | 8:05  |
|    |                              |       |
| 2. | „All the Madmen”             | 5:38  |
|    |                              |       |
| 3. | „Black Country Rock”         | 3:34  |
|    |                              |       |
| 4. | „After All”                  | 3:53  |
|    |                              |       |
| 5. | „Running Gun Blues”          | 3:12  |
|    |                              |       |
| 6. | „Saviour Machine”            | 4:26  |
|    |                              |       |
| 7. | „She Shook Me Cold”          | 4:13  |
|    |                              |       |
| 8. | „The Man Who Sold The World” | 3:57  |
|    |                              |       |
| 9. | „The Supermen”               | 3:39  |
|    |                              |       |
|    |                              | 40:37 |
|    |                              |       |

## Wydania
Album został po raz pierwszy wydany na płycie winylowej w listopadzie 1970 w USA, kwietniu 1971 w UK, a trochę później tego roku także w Niemczech. Wszystkim tym wydaniom przewodziła wytwórnia Mercury Records.
Płyta została także wydana w roku 1972 przez wytwórnię RCA. Każde ze wspomnianych wydań posiadało zupełnie inną okładkę.
Pierwsza reedycja na CD (wydana przez RCA) ukazała się w latach 1984/1985. Następnie, album ten został ponownie wydany w roku 1990 na CD oraz płycie winylowej przez Rykodisc. Edycja ta zawierała cztery ścieżki bonusowe (wszystkie utwory napisane przez Davida Bowiego):
1. "Lightning Frightening" (wcześniej niewydana, 3:38)
2. "Holy Holy" (strona A singla z roku 1971, 2:20)
3. "Moonage Daydream" (nagrane jako Arnold Corns, 3:52)
4. "Hang On to Yourself" (nagrane jako Arnold Corns, 2:51)

Najbardziej aktualnym i najłatwiej dostępnym wydaniem tej płyty jest wydanie wytwórni EMI z roku 1999, zawierające 24-bitowo zremasterowany dźwięk.

## Muzycy
- David Bowie – śpiew, gitara, stylofon
- Mick Ronson – śpiew, gitara
- Mick Woodmansey – perkusja
- Tony Visconti – gitara basowa, pianino, gitara
- Ralph Mace – syntezator